# Dmitri Lapkes
Dmitri Lapkes, né le 4 juin 1976, est un escrimeur biélorusse pratiquant le sabre.

## Palmarès
- Championnats du monde d'escrime
  -  Médaille d'argent par équipes aux Championnats du monde d'escrime 2011 à Catane

- Championnats d'Europe d'escrime
  -  Médaille d'argent au sabre par équipes aux championnats d'Europe d'escrime 2007 à Gand
  -  Médaille de bronze au sabre par équipes aux championnats d'Europe d'escrime 2008 à Kiev